# Dvouprvkové těleso
Dvouprvkové těleso (značené mj. {\displaystyle \mathbb {Z} _{2}}, {\displaystyle \mathbb {Z} /2\mathbb {Z} } nebo GF(2)) je v algebře těleso se dvěma prvky. Jedná se o těleso počtem prvků nejmenší a patřící mezi konečná tělesa.

## Definice
Dva prvky dvouprvkového tělesa se tradičně označují 0 a 1, jedná se o neutrální prvek vůči sčítání a neutrální prvek vůči násobení. Operace odpovídají modulární aritmetice modulo 2, což znamená, že sčítání funguje jako bitová vylučovací disjunkce a násobení jako bitová konjunkce. Vyjádřeno Cayleyho tabulkami vypadají tedy operace takto:
| + | 0 | 1 |
| - | - | - |
| 0 | 0 | 1 |
| 1 | 1 | 0 |

| × | 0 | 1 |
| - | - | - |
| 0 | 0 | 0 |
| 1 | 0 | 1 |

Kromě výše uvedené definice popisem operací je možné definovat dvouprvkové tělese také jako faktorokruh okruhu celých čísel {\displaystyle \mathbb {Z} } podle ideálu {\displaystyle 2\mathbb {Z} } tvořeného sudými čísly, formálně zapsáno {\displaystyle \mathbb {Z} _{2}=\mathbb {Z} /2\mathbb {Z} }.